# Thủy điện Krông Nô 3
Thủy điện Krông Nô 3 là công trình thủy điện xây dựng trên dòng sông Krông Nô tại vùng đất xã Đạ Tông huyện Đam Rông tỉnh Lâm Đồng, và xã Krông Nô huyện Lắk tỉnh Đắk Lắk, Việt Nam .
Thủy điện Krông Nô 3 có công suất 18 MW với 2 tổ máy, sản lượng điện hàng năm 63,51 triệu KWh, khởi công tháng 7/2010 , hoàn thành tháng 4/2016 .

## Sông Krông Nô
Krông Nô còn gọi là Krông Knô, Đăk Krông Knô , theo tiếng địa phương có nghĩa là sông Bố hay sông Đực, là phụ lưu lớn của sông Srêpốk. Krông Nô đổ vào Krông Ana ở rìa thị trấn Buôn Trấp, huyện Krông Ana tỉnh Đắk Lắk.
Tại thủy điện Krông Nô 3 thì sông Krông Nô là ranh giới tự nhiên giữa tỉnh Đắk Lắk và Lâm Đồng.
Hồ Krông Nô 3 có diện tích lòng hồ 175 ha, dung tích hồ gần 19 triệu m³ nước .

## Chỉ dẫn
1. ↑  Đăk Krông Knô là tên sông theo Bản đồ tỷ lệ 1:50.000 tờ D-49-85-D. Cục Đo đạc và Bản đồ, 2004.